# Gerhard Schmid (Archivar)
Gerhard Schmid (* 20. Juli 1928 in Greiz; † 1. Januar 2013 in Weimar) war ein deutscher Archivar und Archivwissenschaftler.

## Leben und Wirken
Schmid studierte von 1947 bis 1951 an der Friedrich-Schiller-Universität in Jena Geschichte, Germanistik und Kirchengeschichte, u. a. bei Karl Griewank, Karl Heussi und Friedrich Schneider. 1952 wurde er dort mit der Schrift Bestrebungen und Fortschritte in der Frage der konfessionellen Gleichberechtigung auf dem Westfälischen Friedenskongress promoviert. Nach einem daran anschließenden postgradualen Studium am Institut für Archivwissenschaften in Potsdam war Schmid von 1953 bis 1970 Archivar am Deutschen Zentralarchiv in Potsdam. Von 1971 bis 1993 war er Archivar am Goethe- und Schiller-Archiv in Weimar, seit 1991 als Direktor.
Als Hochschullehrer wirkte Schmid an der Fachschule für Archivwesen Potsdam (1953–1960) und am Institut für Archivwesen in Potsdam sowie am Bereich Archivwissenschaft (seit 1990 wieder: Institut für Archivwissenschaft) an der Humboldt-Universität zu Berlin (1953–1993) vor allem auf dem Gebiet der Aktenkunde. Er war seit 1978 Honorardozent und seit 1985 Honorarprofessor für Archivwissenschaft und Historische Hilfswissenschaften.

## Veröffentlichungen (Auswahl)
- Woyzeck. Faksimileausgabe der Handschriften. Bearbeitet von Gerhard Schmid, Leipzig 1981.
- Gerhard Schmid: Archivar von Profession. Wortmeldungen aus fünfzig Berufsjahren. Hrsg. von Friedrich Beck, Berlin 2008 (= Schriftenreihe des Wilhelm-Fraenger-Instituts Potsdam. Band 11). ISBN 978-3-86650-643-5 (Enthält auch: Laudatio des Herausgebers, Lebenslauf und Schriftenverzeichnis).